# Carl Friedrich von Wiebeking

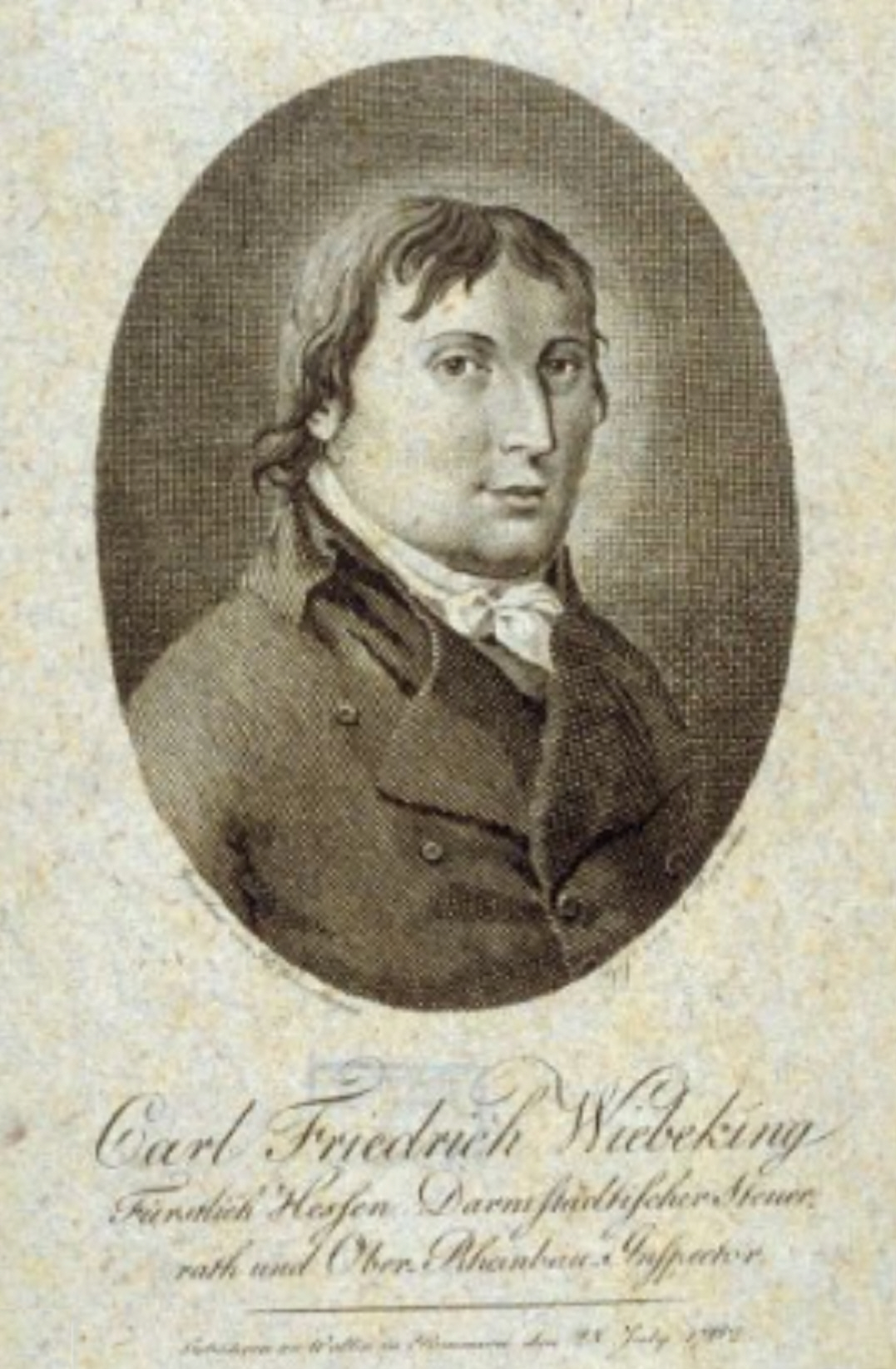
Carl Friedrich von Wiebeking, Kupferstich von Anton Wachsmann 1801, nach einem Porträt von Jacob Ernst Schneeberger

Carl Friedrich Wiebeking, ab 1808 Ritter von Wiebeking, (* 25. Juli 1762 in Wollin, Pommern; † 28. Mai 1842 in München) war ein deutscher Geodät, Ingenieur, Architekt und Baubeamter, der im Wasserbau, Straßenbau und Brückenbau tätig war und außerdem schon in jungen Jahren als Kartograf hervortrat.

## Leben und Wirken
Wiebeking war Sohn eines Apothekers und späteren Senators, er zeichnete bereits im Alter von 15 Jahren einen „Grundriss der Stadt Cammin benebst deren Situationen“ und ein Jahr später in Altdamm einen „Plan der Gegend bei Treuenbritzen“. Ab 1779 arbeitete er unter Friedrich Wilhelm Carl von Schmettau an der Karte des Herzogtums Mecklenburg-Strelitz. Anschließend führte er Vermessungen im Netzedistrikt und in Pommern sowie 1785/1786 in den thüringischen Herzogtümern Sachsen-Gotha und Sachsen-Weimar durch. 1786 zeichnete er eine Karte des Herzogtums Mecklenburg-Schwerin, die ab 1788 von Graf Schmettau herausgegeben wurde. Sie gilt als seine beste kartografische Leistung.
Im gleichen Jahr ging er nach Düsseldorf. Kurfürst Karl Theodor von der Pfalz ernannte ihn 1788 zum kurpfälzischen Wasserbaumeister im Herzogtum Berg, von dem er auch eine Karte anfertigte, die sich aus vier Blättern zusammensetzt und ein Format von 182 cm × 116 cm hat. Der Maßstab ist in Rheinländischen Ruthen angegeben und beträgt etwa 1:50.000. Die Größe des Maßstabs bot für die zahlreichen natur- und kulturlandschaftlichen Informationen, die für diesen Raum bis dahin einzigartig sind, genügend Platz. 1790 siedelte er nach Darmstadt über, wo er als Steuerrat der Landgrafschaft Hessen-Darmstadt die Inspektion der Rheinkorrektion leitete. Mit den von ihm erstellten genauen Karten nach eigenen Vermessungen legte er die Grundlagen für die im 19. Jahrhundert durchgeführten Regulierungen des Oberrheins. Der badische Ingenieur Johann Gottfried Tulla, der die Rheinbegradigung leitete, war zeitweise sein Schüler.
Danach war Wiebeking ab 1802 für drei Jahre als kaiserlich-königlicher Hofrat für Bauangelegenheiten in Wien angestellt. Hier arbeitete er an verschiedenen Projekten wie der Schiffbarmachung der March in Mähren und dem Ausbau der Häfen in Triest, Venedig und Fiume, die zum Teil erst nach seinem Weggang aus Wien in Angriff genommen wurden. Beteiligt war Wiebeking auch am Bau der Straße von Rijeka nach Zagreb.

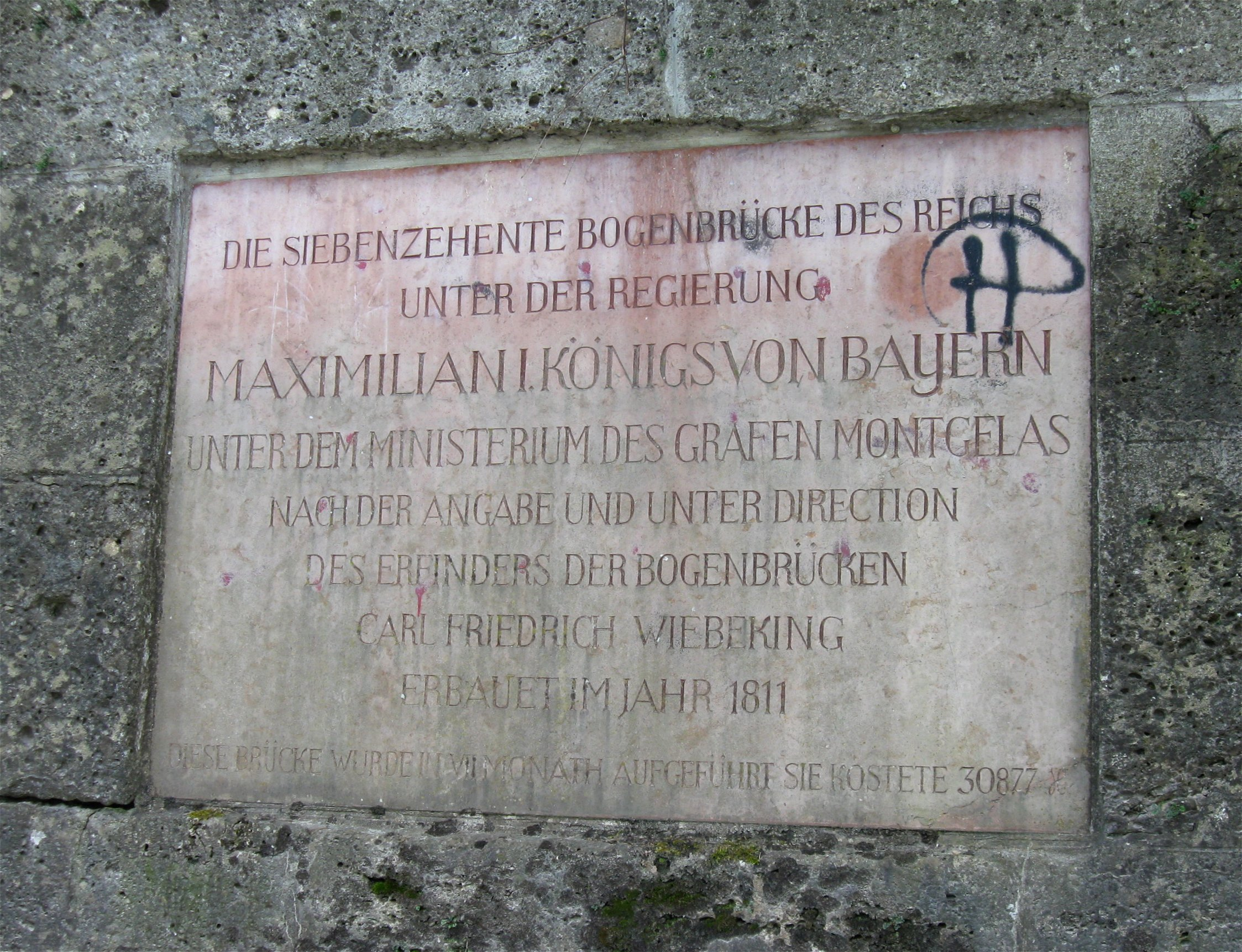
Gedenktafel an der Brücke über den Inn bei Rosenheim

Wiebeking war danach von 1805 bis 1817 königlich bayerischer Generaldirektor des gesamten Wasser-, Brücken- und Straßenbauwesens. Hier leitete er die Regulierung der südbayerischen Flüsse wie der Isar (1806–1811) und des Inn. Weiterhin arbeitete er an der Regulierung der Donau zwischen Lauingen und Dillingen sowie der Neugestaltung des Hafens von Lindau in den Jahren 1811 und 1812. Zu Wiebekings Verdiensten gehört auch die Anlage von 25 Chausseen in Bayern zwischen 1805 und 1817. Er entwarf 40 zwischen 1806 und 1813 errichtete größere Holzbrücken mit breiten Öffnungen, die eine ungehinderte Durchfahrt für die Flussschiffe ermöglichen und durch Treibeis und -holz wenig angreifbar sein sollten. Die Bamberger Seesbrücke über die Regnitz von 1809 war mit 72 Metern Spannweite die größte hölzerne Bogenbrücke ihrer Zeit.
1797 wurde er zum korrespondierenden Mitglied der Akademie der Wissenschaften zu Göttingen gewählt. Seit 1804 war er korrespondierendes Mitglied der Académie des sciences und seit 1807 ordentliches Mitglied der Bayerischen Akademie der Wissenschaften. 1808 wurde ihm der Verdienstorden der Bayerischen Krone verliehen, der mit der Erhebung in den persönlichen Adelsstand verbunden war. 1816 wurde er in die Akademie gemeinnütziger Wissenschaften zu Erfurt aufgenommen. 1817 gab er nach der Entlassung des Ministers Maximilian von Montgelas seine Ämter auf und ging im folgenden Jahr in den Ruhestand. Bis zu seinem Tod publizierte er zahlreiche Schriften zum Bauwesen.

## Werke (Karten und Schriften)
(chronologisch)

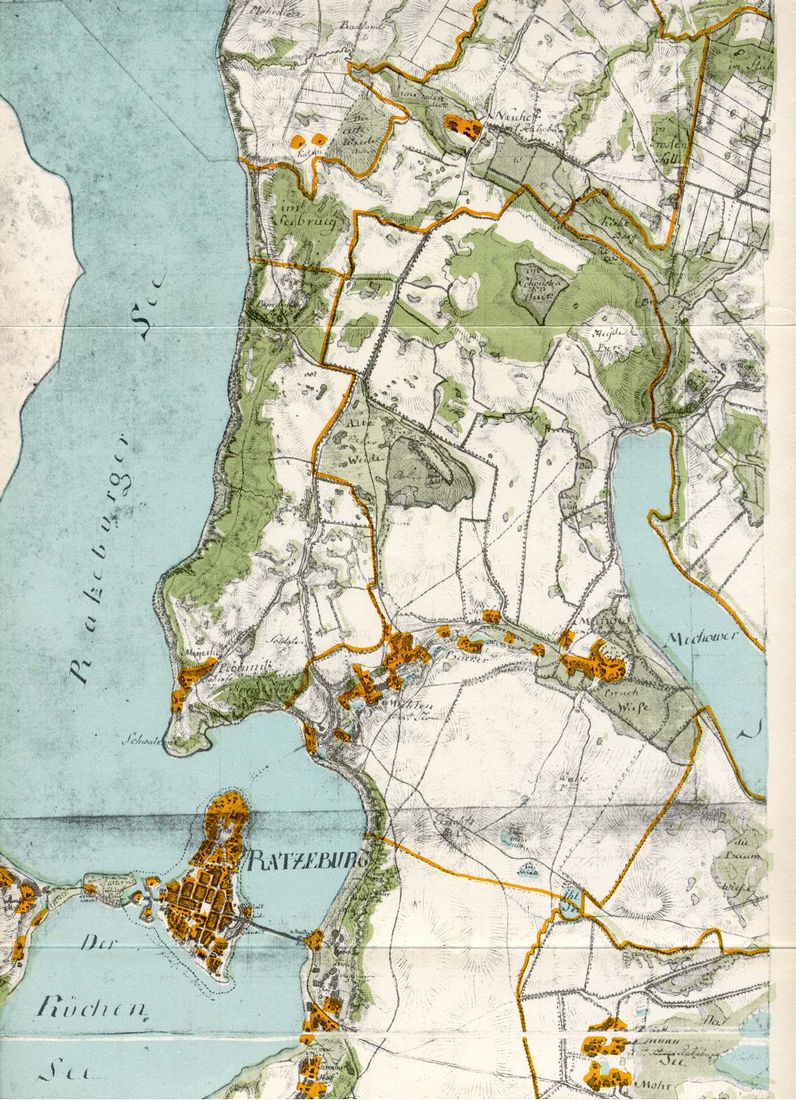
Wiebeking-Karte vom Fürstentum Ratzeburg

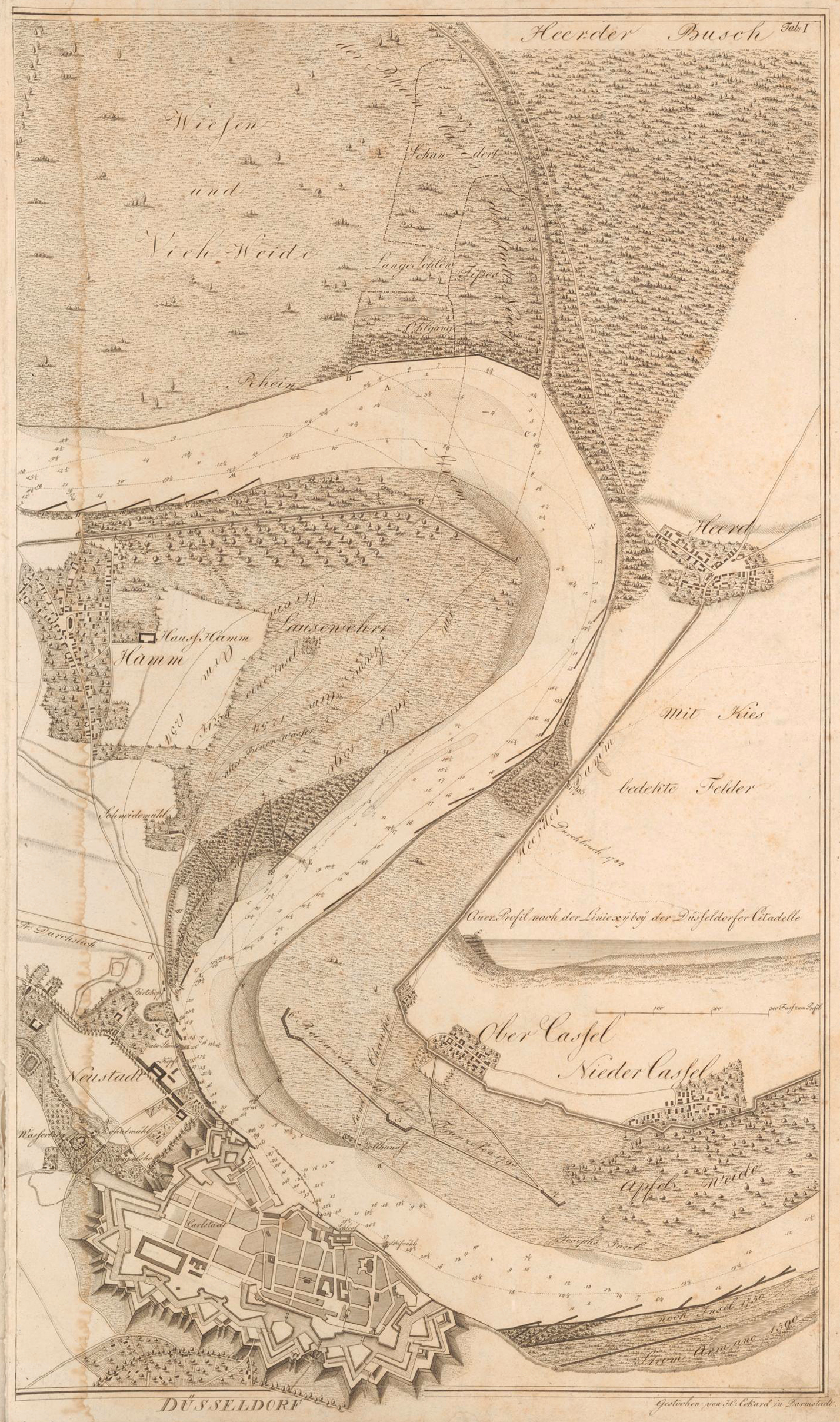
Strom-Veränderung unter Düsseldorf – Wiebekings Darstellung der hydrographischen Verhältnisse am Rheinknie bei Düsseldorf, 1798

- Carte chorographique et militaire du Duché de Mecklenburg-Strelitz. M 1:33.000, Friedrich Wilhelm Graf von Schmettau (Hrsg.), 1780–1782.
- Carte des Herzogthums Berg, 1789–1792. (Digitalisierte Ausgabe der Universitäts- und Landesbibliothek Düsseldorf), weitere digitalisierte Ausgabe (ohne das nordwestliche Blatt) der Universitäts- und Landesbibliothek Münster. Ausgabe 1799 in einem Blatt, verjüngt und gezeichnet von [Johann Christoph] Bechstatt; tudigit.ulb.tu-darmstadt.de
- Topographische, Oeconomische und Militairische Charte des Herzogthums Mecklenburg-Schwerin und des Fürstentums Ratzeburg. M 1:50.000, Friedrich Wilhelm Graf von Schmettau (Hrsg.), 1788–1793.
- Beiträge zum praktischen Wasserbau und zur Maschinenlehre. Dänzer, Düsseldorf 1792; ub.uni-duesseldorf.de
- Beiträge zur Churpfälzischen Staatengeschichte vom Jahre 1742 bis 1792, vorzüglich in Rücksicht der Herzogthümer Gülich und Berg. Heidelberg 1793. (Digitalisat)
- Hydrographisch und militairische Karte von dem Nieder-Rhein von Lintz bis unter Arnheim. Darmstadt 1796; ub.uni-duesseldorf.de
- Theoretisch-practische Wasserbaukunde. (5 Bände) 1798–1805.
- Praktische Anleitung zur Ausführung, Wiederherstellung und Erhaltung bequemer und das Commerz befördernder Landstraßen. Doll, Wien 1804.
- Allgemeine auf Geschichte und Erfahrung gegründete theoretisch-practische Wasserbaukunst. Stahl, Darmstadt 1807. (Digitalisat)
- Theoretisch-praktische Straßenbaukunde. Seidel, Sulzbach 1808. (Digitalisat)
- Von dem Einfluss der Baukunst auf das allgemeine Wohl und die Civilisation. Zweyte Abhandlung zur Feyer des Stiftungstages der königlichen baierischen Akademie der Wissenschaften, zu München vorgelesen am 28. März 1817. Riegel & Wiesner, Nürnberg 1817. ((Digitalisat)
- Theoretisch-practische bürgerliche Baukunde, durch Geschichte und Beschreibung der merkwürdigsten antiken Baudenkmahle und ihrer genauen Abbildungen bereichert. Zängl, München 1821–1826. (Band 1 (1821), (Digitalisat); Band 2 (1823), (Digitalisat); Band 3 (1825), Digitalisat); Band 4 (1826), (Digitalisat); „Atlas“ (Tafelband); National Library of the Netherlands)
- Über das Staats-Bauwesen im Königreiche Bayern, geschrieben Ende Juny 1831, mit einer Beilage betreffend die Höhe der merkwürdigsten Thürme, Obelisken, Säulen und Pyramiden. Lindauer, München 1831. (deutsche-digitale-bibliothek.de)